# Siły Powietrzne Federacji Rosyjskiej

Znak rozpoznawczy używany w latach 1991-2010

Siły Powietrzne Federacji Rosyjskiej, ros. Военно-воздушные cилы Российской Федерации – do 1 sierpnia 2015 jeden z sześciu rodzajów Sił Zbrojnych Federacji Rosyjskiej, obecnie wchodzący w skład Sił Powietrzno-Kosmicznych Federacji Rosyjskiej.
Od 1998 był nowym rodzajem Sił Zbrojnych Rosji, sformowanym poprzez połączenie Wojsk Obrony Przeciwlotniczej i Wojskowych Sił Powietrznych.

## Historia
Siły Powietrzne Federacji Rosyjskiej są spadkobiercami lotnictwa wojskowego Związku Socjalistycznych Republik Radzieckich. WWS odziedziczyły większość swojego uzbrojenia po rozpadzie ZSRR w 1991 roku, kiedy ówczesny arsenał ponad 10 000 statków powietrznych został rozdzielony między nowe republiki, z czego dwie trzecie sprzętu przypadła Rosji, a reszta w większości Ukrainie oraz Białorusi i Kazachstanowi. Chociaż do dziś większość z ich uzbrojenia wyprodukowano jeszcze za czasów ZSRR to siły powietrzne przeszły znaczną reorganizację, po pierwsze z siłami powietrznymi scalono dotychczas niezależne Wojska Obrony Powietrznej – Wojska ProtiwoWozdusznoj Oborony (PWO), które dysponowały większością myśliwców przechwytujących i kompleksami pocisków SAM. Oprócz znacznej redukcji liczebności zlikwidowano podział na lotnictwa, tj. frontowe, dalekiego zasięgu (strategiczne) i transportowe, różniące się wykorzystywanymi typami samolotów oraz przydzielonymi zadaniami, zastępując je dowództwami, a dawne „pułki” zastąpiły „bazy lotnicze” (25 baz lotnictwa taktycznego z 75 eskadrami, ogółem 60 baz). W 2012 w linii znajdowało się 38 eskadr myśliwskich (7 z MiG-29, 1 z MiG-29S, 2 z MiG-29SMT, 10 z MiG-31, 1 z MiG-31B, 1 z MiG-31BM, 7 z Su-27P, 8 z Su-27SM, 1 z Su-27SM3/Su-30M2), 15 eskadr bombowych (12 z Su-24M, 2 z Su-24M2, 1 z Su-34), 14 eskadr szturmowych (10 z Su-25 i 4 z Su-25SM), 9 eskadr rozpoznawczych (Su-24MR). Najbardziej kontrowersyjną zmianą było dodanie do biało-czerwonej gwiazdy – znaku przynależności państwowej, także z czasów ZSRR, niebieskiego akcentu nawiązującego do flagi FR, z tego powodu proces zastępowania symboli spowolniono do 2010 roku.
Wojska lotnicze, w odróżnieniu zwłaszcza od okrętów nawodnych marynarki wojennej i części sprzętu pancernego, nadal reprezentują wysoki poziom techniczny, obecnie znaczny wzrost nakładów na modernizację po czasie zastoju w latach 90. pozwala na rozpoczęcie wprowadzanie do służby nowych typów samolotów, tj. Su-30SM, Su-34, Su-35S, MiG-29SMT, Mi-28N, czyli projekty o radzieckich korzeniach, które z powodów finansowych w latach 90. budowano tylko po kilka prototypowych egzemplarzy, dla przykładu Su-30, czyli wielozadaniowa wersja Su-27UB wyeksportowano do ośmiu krajów zanim złożono na nie duże rodzime zamówienie. Równolegle dla utrzymania wysokiego etatu maszyn prowadzone są pracę modernizacyjne przy postsowieckich typach, tj. Su-27SM, MiG-31BM, Su-24M2 w których wraz z remontami montowane jest nowoczesne wyposażenie awioniczne i integracja z nowymi typami uzbrojenia.
Dopiero rozwijany PAK FA (znany też jako Suchoj T-50) ma być docelowym samolotem bojowym 5-generacji i zastąpić obecne myśliwce 4-generacji: MiG-29, Su-27, MiG-31. Jako doraźne rozwiązanie pośrednie z powodu wysokiego wieku maszyn, oprócz modernizacji floty, stworzono model Su-35, czyli tzw. generacja 4,5 (4++ w Rosji), który łączy zalety płatowca Su-27 i wyposażenia, które ma być standardem w PAK FA. Przyszłym podstawowym samolotem szkolno-bojowym, który zastąpi wiekowe Aero L-39 Albatros będą Jak-130, które będą zakupione w liczbie przynajmniej 72 sztuk. W dziedzinie lotnictwa transportowego nadal mają być wykorzystywane nowe lub zmodernizowane An-124 i Ił-76, nowością ma być rozwijany w kooperacji z Ukrainą An-70 (także opóźniony od lat 90. następca turbośmigłowych An-12, plan dot. 60 sztuk). Dla zastąpienia mniejszych samolotów planuje się zakup 40-100 maszyn nieznanego typu, ale rozważany jest też import z zachodu lub produkcja licencyjna, jeżeli przemysł nie zaproponuje konkurencyjnej maszyny. Obecnie nowymi systemem obrony przeciwlotniczej, wprowadzanymi do uzbrojenia od 2007, są kompleksy S-400 Triumf (docelowo 28 pułków), które dodają także podstawowe zdolności do zwalczania pocisków balistycznych. Według najbardziej optymistycznych planów około 2025 roku WWS może mieć na wyposażeniu w przybliżeniu 125 Su-27SM, 96 Su-35S, 72 PAK FA/T-50, 60 MiG-31BM, 60 Su-30SM, 48 MiG-35, 34 MiG-29SMT, 124 Su-34, 50 Su-25SM2, 32 Su-25TM, 30 An-70, 48 Ił-76MD-90A/Ił-476, 10 An-124-300.

## Organizacja
Jednostki podległe Siłom Powietrznym (Wojenno-Wozdusznyje Siły, WWS) i Obronie Powietrznej Rosji (ProtiwoWozdusznaja Obarona, PWO)
1 Dowództwo WWS i PWO 

1 Brygada Obrony Powietrzno-Kosmicznej (Siewieromorsk)
- 6959 Baza Lotnicza (Sawatija) – 24 MiG-31B, 12 Su-27S, 4 Su-27UB
- 161 Pułk Rakietowy Obrony Powietrznej (Siewieromorsk) – S-300
- 583 Pułk Rakietowy Obrony Powietrznej (Oleniegorsk) – 2 S-300PM, 2 S-300PS
- 1488 Pułk Rakietowy Obrony Powietrznej (Zielenogorsk) – 4 S-300PS
- 1528 Pułk Rakietowy Obrony Powietrznej (Siewierodwińsk) – 4 S-300PS
- 531 Pułk Rakietowy Obrony Powietrznej (Polarnyj) – 5 S-300PM
- 1544 Pułk Rakietowy Obrony Powietrznej (Władimirskij) – 1 9K37 Buk, 2 S-300W
- 1489 Pułk Rakietowy Obrony Powietrznej (Baranowo) – 2 S-300PS
- 1490 Pułk Rakietowy Obrony Powietrznej (Sablino) – 4 S-300PS

2 Brygada Obrony Powietrzno-Kosmicznej (Tosno)
- 6964 Baza Lotnicza (Monczegorsk) – 24 MiG-31BS, 24 Su-24M, 20 Su-24MR
- 6961 Baza Lotnicza (Bezowiec) – 36 Su-27P/S, 6 Su-27UB
- 87 Baza Lotnicza (Lewaszowo) – 2 Tu-134, 6 An-26, 5 An-12, 5 Mi-8
- 6992 Baza Lotnicza (Pribłowo) – 12 Mi-24PN, 12 Mi-8
- 6960 Baza Lotnicza (Alakurtti) – 8 Mi-24, 8 Mi-8
- 922 Baza Lotnicza (Puszkino) – 9 Mi-8
- 42 Pułk Rakietowy Obrony Powietrznej (Wałdaj) – S-300PS
- 500 Pułk Rakietowy Obrony Powietrznej (Gostinnyj) – 4 S-300PM

3 Brygada Obrony Powietrzno-Kosmicznej (Królewiec)
- 6967 Baza Lotnicza (Czkałowsk) – 36 Su-27P, 6 Su-27UB
- 6962 Baza Lotnicza (Czerniachowsk) – 24 Su-24M

5 Brygada Obrony Powietrzno-Kosmicznej (Petrowskoje)
- 6968 Baza Lotnicza (Chotiłowo) – 24 MiG-31B, 12 Su-27S
- 6963 Baza Lotnicza (Kursk-Kalino) – 24 MiG-29SMT, 6 MiG-29UBT
- 7000 Baza Lotnicza (Woroneż) – 1 Su-34, 24 Su-24M, 4 An-30, 1 Mi-8
- 6996 Baza Lotnicza (Wiaźma) – 24 Mi-24, 12 Mi-8

6965 Baza Lotnicza (Kaługa) – 24 Mi-24, 12 Mi-8
- 214 Samodzielna Eskadra Śmigłowców (Kursk) – 30 Mi-24, 14 Mi-8
- 253 Samodzielna Eskadra Śmigłowców (Kostroma) – 28 Mi-24, 17 Mi-8

606 Gwardyjski Pułk Rakietowy Obrony Powietrznej (Elektrostal) – S-400
- 93 Pułk Rakietowy Obrony Powietrznej (Zwinigorod) – S-300PM1
- 210 Pułk Rakietowy Obrony Powietrznej (Dmitrów) – S-300P
- 390 Pułk Rakietowy Obrony Powietrznej (Nowoje) – S-300PM1
- 226 Samodzielny, Mieszany Pułk Lotniczy (Kubinka) – 8 An-12, 8 An-24, 6 An-26, 13 An-30, 44 Mi-8
- 5 Samodzielna Jednostka Dalekiego Rozpoznania (Woroneż) – 16 An-30

2 Dowództwo WWS i PWO 

8 Brygada Obrony Powietrzno-Kosmicznej (Kujbyszew)
- 6977 Baza Lotnicza (Bolszoje Sawino) – 24 MiG-31
- 30 Baza Lotnicza (Kolcowo) – 4 Su-27S, 3 Tu-134, 8 An-26, 2 An-12, 5 Mi-8
- 6976 Baza Lotnicza (Hisar) – 4 Su-25, 1 Su-25UB, 4 Mi-24, 2 Mi-8
- 6975 Baza Lotnicza (Bobrówka) – 12 Mi-24, 16 Mi-8, 6 Mi-26
- 511 Pułk Rakietowy Obrony Powietrznej (Engels) – 2 S-300PS
- 185 Pułk Rakietowy Obrony Powietrznej (Jekaterynburg) – 2 S-300PS
- 568 Pułk Rakietowy Obrony Powietrznej (Samara) – 3 S-300PS

9 Brygada Obrony Powietrzno-Kosmicznej (Nowosybirsk)
- 6979 Baza Lotnicza (Kańsk) – 24 MiG-31DZ
- 590 Pułk Rakietowy Obrony Powietrznej (Nowosybirsk) – 3 S-300PS

10 Brygada Obrony Powietrzno-Kosmicznej (Czita)
- 6982 Baza Lotnicza (Domna) – 36 MiG-29, 6 MiG-29UB
- 6980 Baza Lotnicza (Dżida) – 24 Su-24M, 12 Su-24MR, 1 Mi-8
- 6981 Baza Lotnicza (Step) – 24 Su-25, 6 Su-25UB
- 6978 Baza Lotnicza (Berdsk) – 20 Mi-24, 12 Mi-8
- 320 Baza Lotnicza (Nerczyńsk) – 8 Mi-8
- 1534 Pułk Rakietowy Obrony Powietrznej (Angarsk) – 3 S-300PS
- 1722 Pułk Rakietowy Obrony Powietrznej (Pierwomajskij) – 2 S-300W
- 388 Pułk Rakietowy Obrony Powietrznej (Aczyńsk) – 3 S-300PS
- 1723 Pułk Rakietowy Obrony Powietrznej (Dżida) – 2 9K37 Buk, S-300

3 Dowództwo WWS i PWO 

14 Brygada Obrony Powietrzno-Kosmicznej (Jelisowo)
- 6990 Baza Lotnicza (Elizowo) – 36 MiG-31B, 2 An-12, 2 An-26, 2 Mi-8
- 6984 Baza Lotnicza (Ukrainka) – 12 Mi-24, 12 Mi-8
- 317 Samodzielny, Mieszany Pułk Lotniczy (Elizowo) – 8 Ił-38, 12 Tu-142MR, 24 Ka-27, 25 Ka-29
- 589 Pułk Rakietowy Obrony Powietrznej (Nachodka) – 3 S-300PS

12 Brygada Obrony Powietrzno-Kosmicznej (Władywostok)
- 6989 Baza Lotnicza (Centralnaja Ługowaja) – 12 MiG-31B, 24 Su-27SM, 6 Su-27UB
- 1533 Pułk Rakietowy Obrony Powietrznej (Władywostok) – 1 S-400, S-300PS

11 Brygada Obrony Powietrzno-Kosmicznej (Komsomolsk)
- 6987 Baza Lotnicza (Dzemgi) – 22 Su-35S, 24 Su-27SM, 6 Su-27UB
- 6988 Baza Lotnicza (Hurba) – 24 Su-24M2, 24 Su-24M
- 6985 Baza Lotnicza (Woszajewka) – 24 Su-24M, 24 Su-24MR
- 6983 Baza Lotnicza (Woszajewka) – 36 Su-25, 6 Su-25UB, 4 Ka-50, 12 Mi-24, 12 Mi-8
- 265 Baza Lotnicza (Chabarowsk) – 1 Tu-154, 1 Tu-134, 6 An-26, 1 An-24, 15 An-12
- 6986 Baza Lotnicza (Garówka) – 20 Mi-8, 4 Mi-26
- 101 Samodzielna Jednostka Lotnicza (Sokoł) – 6 Mi-8
- 1530 Pułk Rakietowy Obrony Powietrznej (Komsomolsk) – 5 S-300PS
- 1529 Pułk Rakietowy Obrony Powietrznej (Chabarowsk) – 3 S-300PS

4 Dowództwo WWS i PWO 

7 Brygada Obrony Powietrzno-Kosmicznej (Rostów nad Donem)
- 6972 Baza Lotnicza (Krymskaja) – 12 Su-27SM3, 4 Su-30M2, Su-24MR
- 6969 Baza Lotnicza (Millerowo) – 36 MiG-29, 6 MiG-29UB
- 6970 Baza Lotnicza (Morozowsk) – 24 Su-24, 30 Su-24M
- 6971 Baza Lotnicza (Budionnowsk) – 24 Su-25SM, 6 Su-25UB, 2 Mi-28N, 20 Mi-24, 16 Mi-8
- 6973 Baza Lotnicza (Primorsko-Achtarsk) – 24 Su-25, 6 Su-25UB
- 6974 Baza Lotnicza (Egorlik) – 16 Mi-8, 10 Mi-26
- 6970 Baza Lotnicza (Marinówka) – 24 Su-24MR
- 1536 Pułk Rakietowy Obrony Powietrznej (Rostów nad Donem) – 3 S-300PM
- 1537 Pułk Rakietowy Obrony Powietrznej (Noworosyjsk) – 2 S-300PM
- Pułk Rakietowy Obrony Powietrznej (Wołgograd) – S-300P
- 1721 Pułk Rakietowy Obrony Powietrznej (Soczi) – 2 9K37 Buk

Kontyngent WWS Rosji w Armenii
- 3624 Baza Lotnicza (Erebuni) – 16 MiG-29, 2 MiG-29UB

Dowództwo Lotnictwa Dalekiego Zasięgu
- 6950 Baza Lotnicza (Engels) – 18 Tu-160, 14 Tu-95MS
- 6952 Baza Lotnicza (Ukranika) – 36 Tu-95MS
- 6953 Baza Lotnicza (Engels) – 30 Tu-22M3, 2 Tu-22MR, 2 Tu-134UBL, 3 An-30, 2 An-12
- 6951 Baza Lotnicza (Szaikówka) – 30 Tu-22M3
- 43. Centrum Konwersji i Szkolenia Bojowego (Riazań) – 4 Tu-22M3, 4 Tu-95MS, 8 Tu-134UBL
- 6954 Baza Lotnicza (Diagilewo) – 18 Ił-78

Dowództwo Lotnictwa Transportowego
- 6985 Baza Lotnicza (Psków) – 27 Ił-76MD, 6 An-22
- 6958 Baza Lotnicza (Taganrog) – 27 Ił-76 MD
- 6957 Baza Lotnicza (Seszcza) – 18 An-124-100, 4 Ił-76MD
- 6991 Baza Lotnicza (Czkałowsk) – 16 Tu-154, 8 An-72, 5 An-26, 5 An-12, 11 Ił-22M

Podległe bezpośrednio pod WWS
- 929. Narodowe Centrum Testowe Lotnictwa Doświadczalnego Ministerstwa Obrony Federacji Rosyjskiej im. Walerija Pawłowicza Czkałowa[6] (Aktiubińsk) – 2 MiG-31BM, 2 Su-30MK, 4 MiG-29SMT, 18 MiG-29, 1 Su-34, 14 Su-24M2, 2 Jak-130
- 4. Centrum Konwersji i Szkolenia Bojowego (Lipieck) – 2 MiG-31BM, 5 Su-27SM, 6 Su-27UB, 6 MiG-29SMT, 6 MiG-29UB, 4 Su-24M2, 6 Su-24M, 2 Su-24MR, 4 Su-25SM, 1 Su-25UBM, 6 Su-25, 6 Su-25UB, 2 Jak-130
- 344. Centrum Konwersji i Szkolenia Bojowego (Torżok) – 8 Ka-50, 2 Ka-52, 4 Mi-28N, 16 Mi-24, 12 Mi-8, 8 Mi-26
- 185. Centrum Konwersji i Szkolenia Bojowego (Aszuluk) – 1 Tu-160, 3 Tu-95MS, 2 Tu-22M3, 4 MiG-31B, 8 Su-27S, 7 MiG-29, 8 Su-24M, 6 Su-25
- 2457. Baza lotnicza Iwanowo-Siewiernyj (Iwanowo) – 12 A-50, 1 Ił-76MD, 1 Ił-22M, 2 An-26, 8 Mi-8

## Flota
| Zdjęcie                                                                            | Samolot             | Producent           | Typ                                                     | Wersja                                        | Liczba sztuk        | W służbie od        | Uwagi |
| Samoloty myśliwskie                                                                | Samoloty myśliwskie | Samoloty myśliwskie | Samoloty myśliwskie                                     | Samoloty myśliwskie                           | Samoloty myśliwskie | Samoloty myśliwskie | Samoloty myśliwskie                                                                                            |
| ---------------------------------------------------------------------------------- | ------------------- | ------------------- | ------------------------------------------------------- | --------------------------------------------- | ------------------- | ------------------- | --- |
|                                                                                    | MiG-29              | ZSRR                | myśliwiec przewagi powietrznej                          | MiG-29S MiG-29UB                              | 87-256              | 1994 1983           | |
|                                                                                    | MiG-29SMT           | Rosja               | myśliwiec wielozadaniowy                                | SMT 9.18 UBT 9.53                             | 44 10               | 2009                | Samoloty z "algierskiego" zamówienia. W 2014 zamówiono 20 (2015-2016).                                         |
|                                                                                    | MiG-31              | ZSRR                | myśliwiec przechwytujący                                | MiG-31B MiG-31BM                              | 70 80               | 1982 2012           | Do 2020 roku wszystkie mają być zmodernizowane.                                                                |
|                                                                                    | Su-27               | ZSRR                | myśliwiec przewagi powietrznej myśliwiec wielozadaniowy | Su-27 Su-27UB Su-27SM Su-27SM3                | 100 20 94 12        | 1984 2004 2010      | W 2009 zamówiono 12 nowych Su-27SM3, dostarczone 4 w 2010 i 8 w 2011.                                          |
|                                                                                    | Su-30               | Rosja               | myśliwiec wielozadaniowy                                | Su-30 Su-30M2 Su-30SM                         | 6 20 66             | 1996 2011 2012      | Zamówiono 88 Su-30SM (2014-2019).                                                                              |
|                                                                                    | Su-35               | Rosja               | myśliwiec wielozadaniowy                                | Su-35S                                        | 58                  | 2012                | Zamówiono 98 Su-35S (do 2020 r.).                                                                              |
|                                                                                    | Su-57               | Rosja               | myśliwiec przewagi powietrznej                          | Su-57                                         | 2                   | 2019                | |
|                                                                                    |                     |                     |                                                         |                                               | 753                 |                     | |
| Samoloty szturmowe                                                                 |                     |                     |                                                         |                                               |                     |                     | |
|                                                                                    | Su-24               | ZSRR                | samolot bombowy                                         | Su-24M Su-24M2 Su-24MR                        | 111                 | 1974 2007 1980      | Planowane wycofanie w 2020 roku.                                                                               |
|                                                                                    | Su-25               | ZSRR                | szturmowy/wsparcia                                      | Su-25T Su-25 Su-25UB Su-25SM Sioux 25SM3      | 195                 | 1981 2006 2012      | Zamówiono 16 Su-25UBM, 80 modernizowanych do SM (2012-2020).                                                   |
|                                                                                    | Su-34               | Rosja               | myśliwiec bombardujący                                  | Su-34                                         | 93                  | 2012                | Zamówiono 124 samoloty (2014-2020). Dostawy 16 sztuk rocznie.                                                  |
|                                                                                    |                     |                     |                                                         |                                               | 399                 |                     | |
| Samoloty bombowe                                                                   |                     |                     |                                                         |                                               |                     |                     | |
|                                                                                    | Tu-22M              | ZSRR                | bombowiec strategiczny                                  | Tu-22M3 Tu-22MR Tu-22M3M                      | 41 45               | 1972                | Podpisana umowa na modernizację 30 Tu-22M3 do standardu Tu-22M3M.                                              |
|                                                                                    | Tu-95               | ZSRR                | bombowiec strategiczny                                  | Tu-95MS Tu-95MSM                              | 25 10               | 1981                | Modernizacja samolotów Tu-95MS do wersji MSM.                                                                  |
|                                                                                    | Tu-160              | ZSRR                | bombowiec strategiczny                                  | Tu-160 Tu-160M                                | 20                  | 1987                | W planach 10 zmodernizowanych Tu-160M.                                                                         |
|                                                                                    |                     |                     |                                                         |                                               | 141                 |                     | |
| Samoloty wczesnego ostrzegania                                                     |                     |                     |                                                         |                                               |                     |                     | |
|                                                                                    | Berijew A-50        | ZSRR                | wczesne ostrzeganie i dowodzenie                        | A-50 A-50U                                    | 15 3                | 1984 2009           | |
| Powietrzne tankowce                                                                |                     |                     |                                                         |                                               |                     |                     | |
|                                                                                    | Ił-78               | ZSRR                | tankowiec/transportowiec                                | Ił-78 Ił-78M                                  | 23                  | 1984                | Mają być zastąpione przez 31 nowych sztuk. Zamówiono 40 tankowców Ił-78M-90A.                                  |
| Specjalnego przeznaczenia                                                          |                     |                     |                                                         |                                               |                     |                     | |
|                                                                                    | An-12               | ZSRR                | walka elektroniczna                                     | An-12BK-PP                                    | 8                   | ~1970               | An-12BK-PPS jeżeli używają zasobnik zakłócania Syrena.                                                         |
|                                                                                    | An-30               | ZSRR                | rozpoznawcze                                            | An-30B                                        | 15                  | 1968                | Do międzynarodowej kontroli w ramach Open Skies.                                                               |
|                                                                                    | Ił-20               | ZSRR                | rozpoznawcze/ELINT                                      | Ił-20M Ił-20RT                                | 20                  | 1976                | NATO: Coot-A.                                                                                                  |
|                                                                                    | Ił-22               | ZSRR                | punkt dowodzenia walka elektroniczna                    | Ił-22M-11 Zebra Ił-22M Porubszczik            | 6 1                 | 1987 bd             | NATO: Coot-B, inne oznaczenie Anagram, przebudowane z Ił-18D. Rozwijana nowa wersja walki radioelektronicznej. |
|                                                                                    | Ił-80               | ZSRR                | samolot dowodzenia strategicznego                       | Ił-87 Aimak                                   | 4                   | ~1990               | NATO: Maxdome, inne oznaczenie Ił-86VKP.                                                                       |
|                                                                                    | Ił-76VKP            | ZSRR                | retranslacja/dowodzenie                                 | Ił-82                                         | 1                   | ~1990               | |
|                                                                                    | MiG-25              | ZSRR                | rozpoznawcze                                            | MiG-25R                                       | 15                  | 1970                | |
|                                                                                    | Tu-204              | ZSRR                | rozpoznawczy                                            | Tu-214ON                                      | 1                   | 2012                | Open Skies, jeden zamówiony.                                                                                   |
|                                                                                    |                     |                     |                                                         |                                               | 53                  |                     | |
| Samoloty transportowe                                                              |                     |                     |                                                         |                                               |                     |                     | |
|                                                                                    | An-12               | ZSRR                | średni transportowiec                                   | An-12BK An-12FR                               | 53                  | 1959                | |
|                                                                                    | An-26               | ZSRR                | lekki transportowiec                                    | An-26 An-26D An-26KPA An-26M An-26SH          | 28                  | 1962 1969           | |
|                                                                                    | An-72               | ZSRR                | lekki transportowiec                                    | An-72 An-72P                                  | 48                  | 1977                | |
|                                                                                    | An-124              | ZSRR                | strategiczny transportowiec                             | An-124 An-124-100                             | 9 1                 | 1986                | |
|                                                                                    | Ił-76               | ZSRR                | taktyczny transportowiec                                | Ił-76M Ił-76MD                                | 131                 | 1974                | Ił-76. Część zostanie zmodernizowana do Ił-76MD-M. i 7 zamówione                                               |
|                                                                                    | An-140              | Ukraina             | lekki transportowiec                                    | An-140-100                                    | 8                   | 2011                | Zamówiono 14.                                                                                                  |
|                                                                                    | Let L-410 Turbolet  | Czechosłowacja      | lekki transportowiec                                    | L-410                                         | 11                  | 1970                | Zamówiono 4 kolejne.                                                                                           |
|                                                                                    | Ił-62               | ZSRR                | transport pasażerski                                    | Ił-62M                                        | 5                   | b.d.                | |
|                                                                                    | Tu-134              | ZSRR                | transport pasażerski                                    | Tu-134                                        | 11                  | b.d.                | |
|                                                                                    | Tu-154              | ZSRR                | transport pasażerski                                    | Tu-154M                                       | 15                  | b.d.                | Jeden utracono w 2016.                                                                                         |
|                                                                                    |                     |                     |                                                         |                                               | 274                 |                     | |
| Samoloty szkolno-treningowe                                                        |                     |                     |                                                         |                                               |                     |                     | |
|                                                                                    | Jak-130             | Rosja               | szkolenie zaawansowane                                  | Jak-130                                       | 123                 | 2010                | Zamówiono 25, 1 utracono.                                                                                      |
|                                                                                    | Aero L-39 Albatros  | Czechosłowacja      | szkolenie zaawansowane                                  | L-39C                                         | 182                 | 1971                | |
|                                                                                    | Tu-134              | ZSRR                | treningowy                                              | Tu-134UB-L Tu-134UB-KM                        | 17                  | b.d.                | szkolenie pilotów i nawigatorów bombowców                                                                      |
|                                                                                    |                     |                     |                                                         |                                               | 133                 |                     | |
| Śmigłowce                                                                          |                     |                     |                                                         |                                               |                     |                     | |
| https://upload.wikimedia.org/wikipedia/commons/4/4d/Mi-38_on_MAKS-2005_airshow.jpg | Mi-38               | Rosja               | Transport i Misje wielozadaniowe                        | MI-38T                                        | 2                   | 2019                | Są 2 zamówione                                                                                                 |
|                                                                                    | Mi-8                | ZSRR                | śmigłowiec wielozadaniowy                               | Mi-8T Mi-8MT Mi-8AMTSz Mi-8AMT Mi-8MTV Mi-35M | 572 75              | 1967 1977 2010 2013 | |
|                                                                                    | Mi-26               | ZSRR                | ciężki śmigłowiec transportowy                          | Mi-26 Mi-26T Mi-26T2                          | 87                  | 1983 2011           | Zamówiono 18 Mi-26(T).                                                                                         |
|                                                                                    | Mi-24 Mi-35         | ZSRR                | śmigłowiec szturmowy                                    | Mi-24P Mi-24BP Mi-24V Mi-24VM (Mi-35)         | 620 75              | 1981 2004 2012      | Zamówiono 49 Mi-35M.                                                                                           |
|                                                                                    | Mi-28               | Rosja               | śmigłowiec szturmowy                                    | Mi-28N                                        | 112                 | 2009                | |
|                                                                                    | Ka-52               | Rosja               | śmigłowiec szturmowy                                    | Ka-52                                         | 135                 | 1995                | Zamówiono kolejne około 41 sztuk                                                                               |
|                                                                                    | Ka-226              | Rosja               | śmigłowiec transportowy                                 | Ka-226T                                       | 49                  | 2011                | |
|                                                                                    | Ka-28               | ZSRR                | śmigłowiec użytkowy                                     | Ka-28                                         | 2                   | b.d.                | |
|                                                                                    | Ka-29               | ZSRR                | śmigłowiec użytkowy                                     | Ka-29TB                                       | 21                  | b.d.                | |
|                                                                                    | Ansat               | Rosja               | śmigłowiec treningowy                                   |                                               | 13                  | b.d.                | Zamówiono 40.                                                                                                  |
|                                                                                    |                     |                     |                                                         |                                               | 1196                |                     | |
| Bezzałogowe aparaty latające                                                       |                     |                     |                                                         |                                               |                     |                     | |
|                                                                                    | Pczeła-1T           | Rosja               | rozpoznawczy BSL                                        |                                               | b.d.                | b.d.                | |
|                                                                                    | IAI Searcher        | Izrael              | rozpoznawczy BSL                                        |                                               | 8                   | 2009                | do testów |
| Suma                                                                               |                     |                     |                                                         |                                               |                     |                     | |
|                                                                                    |                     |                     |                                                         |                                               | 3003                |                     | |

Loty VIP obsługuje rządowa flota w barwach Rossiya Airlines, które we flocie posiadają m.in. prezydenckie Ił-96, Dassault Falcon 7X, Tu-214, Tu-154, An-148, Mi-8.